# Base antártica

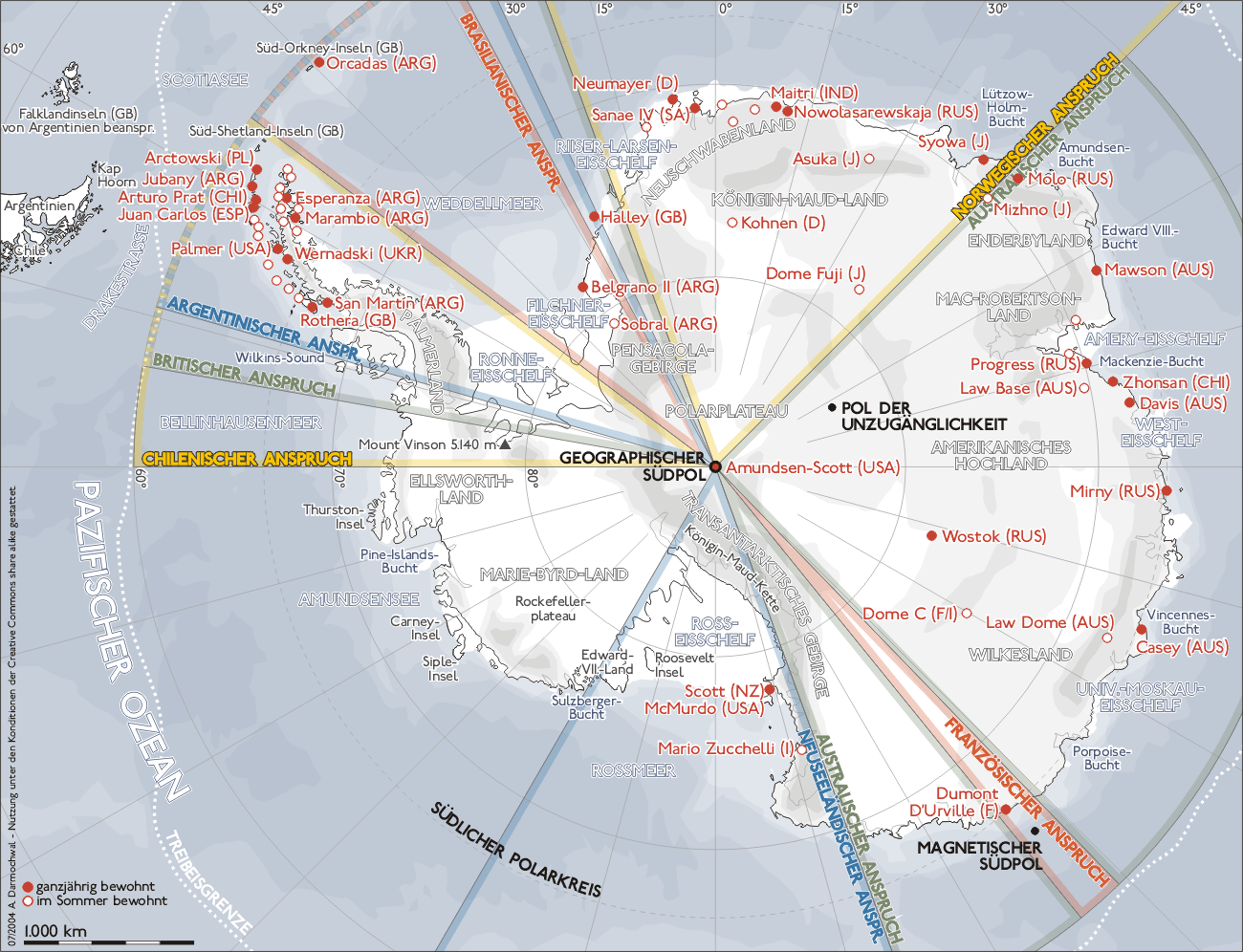
Bases antárticas permanentes.

Una base antártica en una ubicación específica dentro del territorio de la Antártida, en la que se construyen residencias habitables para el ser humano, y que permite a este vivir en ella. Según su uso, están habitadas en forma permanente o temporal. Son utilizadas exclusivamente para la investigación científica —estudios ambientales, biológicos, climatológicos, geológicos, marinos e incluso espaciales—. Actualmente, también está permitida cierta actividad comercial bajo un estricto control ambiental.
Toda actividad que se realice dentro del continente blanco (ya sea en una base o fuera de ella), está regida por el Tratado Antártico, firmado en 1959 en Washington D. C., por los países denominados miembros consultivos, quienes son plenipotenciarios con voz y voto, y son quienes definen y rigen el futuro de la región.
En la Antártida está prohibida la instalación de bases con fines militares o para realizar algún tipo de pruebas de armamento.
Actualmente, existen numerosas bases antárticas situadas a lo largo y ancho de todo el continente. Algunas de ellas son tan importantes y numerosas que habitan familias enteras. Poseen escuelas, estaciones de radio, iglesias y todo lo necesario para la vida en esas heladas regiones australes que llegan a alcanzar temperaturas de -70 °C y vientos superiores a los 100 km/h. 
Si bien algunos países reclaman sectores específicos de soberanía sobre el continente helado, el Tratado Antártico prohíbe, explícitamente reclamar o afirmar la misma. Esto implica que, actualmente, cualquier país puede plantar una base en cualquier sector del territorio que crea conveniente y sea aprobado por los miembros consultivos.
Actualmente el país con más bases permanentes y de verano es Argentina, quien en 2021 convirtió a la base Petrel en permanente, sumando un total de siete bases permanentes y seis de verano. Además, el país tiene más de 120 años de permanencia en la Antártida (1904). Según el número de bases antárticas le siguen a Argentina,  Rusia, Chile y Estados Unidos.
Además poseen bases antárticas:
- Alemania
- Australia
- Brasil
- Bulgaria
- China
- Corea del Sur
- Ecuador
- España
- Finlandia
- Francia
- India
- Italia
- Japón
- Noruega
- Nueva Zelanda
- Pakistán
- Perú
- Polonia
- Reino Unido
- Rumania
- Rusia
- Sudáfrica
- Suecia
- Ucrania
- Uruguay

Por disposición internacional (y según lo establecido en el Tratado Antártico), todas las bases están obligadas a proveer ayuda a otra base si así lo requiriera, independientemente del país al que pertenezca, no solo humanamente, sino que también deberán compartir la información obtenida en estudios científicos realizados y mediciones tomadas.
- La base más antigua del territorio es la Base Orcadas, perteneciente a la Argentina. Esta opera ininterrumpidamente desde 1904.
- La base más grande es la Base McMurdo, operada por Estados Unidos.
- La base más cercana al polo sur geográfico es la Base Amundsen-Scott, operada por Estados Unidos.
- Las bases más cercanas al polo sur magnético son la Base Vostok, operada por Rusia, y la Base Concordia, operada conjuntamente por Francia e Italia.

## Enlaces
- https://web.archive.org/web/20090512004824/http://www.dna.gov.ar/DIVULGAC/BASES.HTM
- http://www.intertournet.com.ar/antartidaeislas/bases_otropais.htm
- http://www.intertournet.com.ar/antartidaeislas/tratado.htm
- https://web.archive.org/web/20090422032420/http://antartida.educ.ar/sistema_tratado.html
- https://web.archive.org/web/20110720015721/https://www.comnap.aq/facilities